# CO-산소측정기
CO-산소측정기(CO-oximeter)는 산소와 결합된 헤모글로빈, 유리 헤모글로빈, 일산화탄소와 결합된 헤모글로빈, 메트헤모글로빈의 농도를 측정하는 산소측정기이다.  맥박산소측정기는 산소와 결합된 헤모글로빈과 유리 헤모글로빈의 비율만을 측정하여, 일산화 탄소 중독 환자의 산소포화도를 실제보다 높게 잘못 측정할 위험성이 크다.
저산소증(hypoxia)과  저산소혈증(hypoxemia) 진단에 유용하다.

## 같이 보기
- 기계환기
- 산소 센서
- 포화 산소량
- 광혈량도
- 저산소증
- 저산소혈증